# Station Zajączkowo Lubawskie
Station Zajączkowo Lubawskie is een spoorwegstation in de Poolse plaats Zajączkowo.